# Leopold Babitsch
Leopold Babitsch (* 7. November 1903 in Wien; † 15. Juni 1960 in Graz) war ein österreichischer Bauernbunddirektor und Politiker (STVP/ÖVP).

## Familie und Beruf
Leopold Babitsch graduierte 1925 zum Diplom-Ingenieur an der Hochschule für Bodenkultur in Wien.
Von 1926 bis 1934 war er Kammersekretär der Bezirksbauernkammer Weitra im Bezirk Gmünd in Niederösterreich. 1934 wurde er zum Direktor des Steirischen Bauernbundes in Graz bestellt. Im selben Jahr wurde er als Vertreter der Unselbständigen der Berufsgruppe Land- und Forstwirtschaft Mitglied des Bundeswirtschaftsrates. Diese Bestellung stieß wegen seiner tatsächlichen berufliche Stellung auf Kritik. Mit dem Ende der Ersten Republik und dem „Anschluss“ Österreichs 1938 wurde er seiner Funktionen enthoben, unter Polizeiaufsicht gestellt und mit „Gauverbot“ belegt. Von 1939 bis 1942 war Babitsch Güterinspektor in Heiligenkreuz bei Baden.
1945 wurde er erneut zum Direktor des Steirischen Bauernbundes berufen; 1953 wurde er zum Ökonomierat ernannt.
Babitsch war Mitglied der katholischen Studentenverbindungen K.Ö.St.V. Babenberg Graz im ÖCV (seit 1936) und der K.Ö.L. Ferdinandea Graz im KÖL.

## Abgeordneter
Leopold Babitsch war Mitglied der Steirischen Volkspartei, der Landesorganisation der Österreichischen Volkspartei (ÖVP) in der Steiermark. Er war 1934 Landeskammerrat der steirischen Landwirtschaftskammer. Von 1934 bis 1938 war er Mitglied des Bundeswirtschaftsrates.
Vom 19. Dezember 1945 bis zum 18. März 1953 war er Nationalratsabgeordneter. Vom 15. April 1953 bis zum 15. Juni 1960 war er Mitglied des Bundesrates. Vom 1. Januar 1958 bis zum 30. Juni 1958 war Leopold Babitsch Präsident (Vorsitzender) des Bundesrates.
Babitsch galt als Vertrauter von Leopold Figl.